# Сілія Леветус
Сілія Леветус (англ. Celia Levetus), також відома як Сілія-Анна Ніколсон і Даяна Форбс (англ. Diana Forbes, 1874—1936) — канадсько-англійська письменниця, поетеса і ілюстратор-гравер Бірмінгемської школи.

## Біографія
Народилася в Монреалі. Її батько працював у магазині срібного посуду, а також був професійним співаком. Її тітка, Амелія С. Леветус, була мистецтвознавцем, яка писала для журналу «The Studio». У 1878 родина переїхала до Англії, спочатку жила в Лондоні, а потім в Еджбастоні. Леветус відвідувала Бірмінгемську школу мистецтв, де їй викладав Волтер Крейн.
Під впливом Крейна, а також Вільяма Морріса асоціювалася з бірмінгемською школою ілюстраторів. Ілюструвала книги, розробляла експозиції та вітальні листівки, а також брала участь у періодичних виданнях, таких як «Ілюстрований журнал» та «Жовта книга». Вона виставляла свої роботи в таких місцях, як Галерея мистецтв Уокера, Галерея мистецтв Манчестера та щорічна виставка Товариства екслібрисів.
Її найвизначніша робота — серія ілюстрацій до збірки турецьких казок, зібраних Ігнацем Куносом і перекладених Робертом Нісбетом Бейном. У 1895 році вона разом з іншими ілюстраторами Бірмінгемської школи взяла участь у оформленні «Книги дитячих віршиків». Вона також проілюструвала віршовані фантазії — збірник віршів, опублікований її братом Едвардом Льюїсом Леветусом у 1897 році; мініатюрне видання «Пісні невинності» Вільяма Блейка (Wells Gardner & Company, 1899); і повноформатне видання його «Пісні досвіду» (1902).
Після одруження з Еріком Пірсоном Ніколсоном у 1902 році вона перестала професійно малювати. Вона написала кілька романів і том поезій («Комфортна леді» та інші поеми, 1911) під псевдонімами С. А. Нікольсон і Діана Форбс (C. A. Nicholson and Diana Forbes).